# Chapelle Sainte-Marie-Madeleine de Quinquenevent
Pour les articles homonymes, voir Chapelle Sainte-Marie-Madeleine.
La chapelle Sainte-Marie-Madeleine de Quinquenevent est une chapelle située à Machecoul (Loire-Atlantique), en France.

## Description
La chapelle Sainte-Marie-Madeleine de Quinquenevent, implantée sur un îlot calcaire de l'ancien golfe de Machecoul, est un prieuré fondé au XIIe siècle par l'abbaye Saint-Vincent de Nieul-sur-l'Autise. C'est une chapelle romane à nef unique et abside en hémicycle, qui a été réparée au XVIIIe siècle. Elle présente un grand intérêt archéologique du fait de la présence d'une crypte voûtée.
Le chœur et la crypte datent du XIIe siècle. La nef à une seule travée date du XIIIe siècle. Le chœur, à chevet circulaire, bordé de contreforts plats, comporte deux rangées d'étroites meurtrières, et la rangée inférieure, au ras du sol, éclaire une crypte.
Le monument est classé au titre des monuments historiques en 1997.
La chapelle est aujourd'hui une propriété privée.

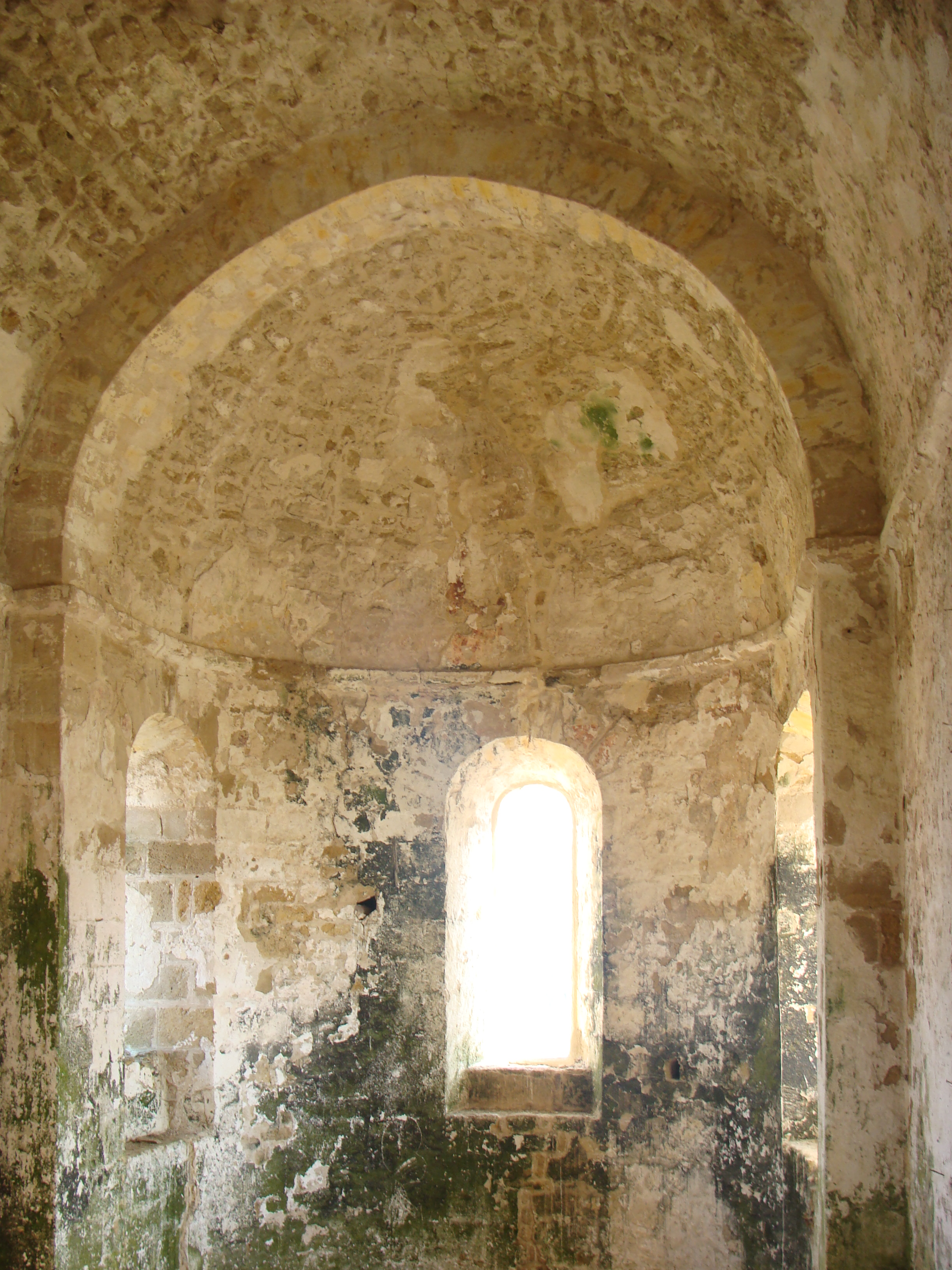
Chœur de la Chapelle de Quinquenevent

## Localisation
La chapelle est située sur la commune de Machecoul, dans le département de la Loire-Atlantique.

## Historique
La chapelle a été construite par des moines augustins venus assécher des marais, régulièrement assaillis par la mer. Pour cela, ils ont entrepris les premiers endiguements (la chaussée de Quinquenavent) et la construction d'écluses. L'implantation en zone de marais est logique, à l'époque où l'agriculture (conquête de nouveaux territoires) et la saliculture connaissent un développement important.
Au XVIe siècle, des revendications de territoire et de revenus vont conduire les moines à quitter le marais.